# Kościół św. Mikołaja w Łoniowie
Kościół świętego Mikołaja – rzymskokatolicki kościół parafialny należący do dekanatu Koprzywnica diecezji sandomierskiej.

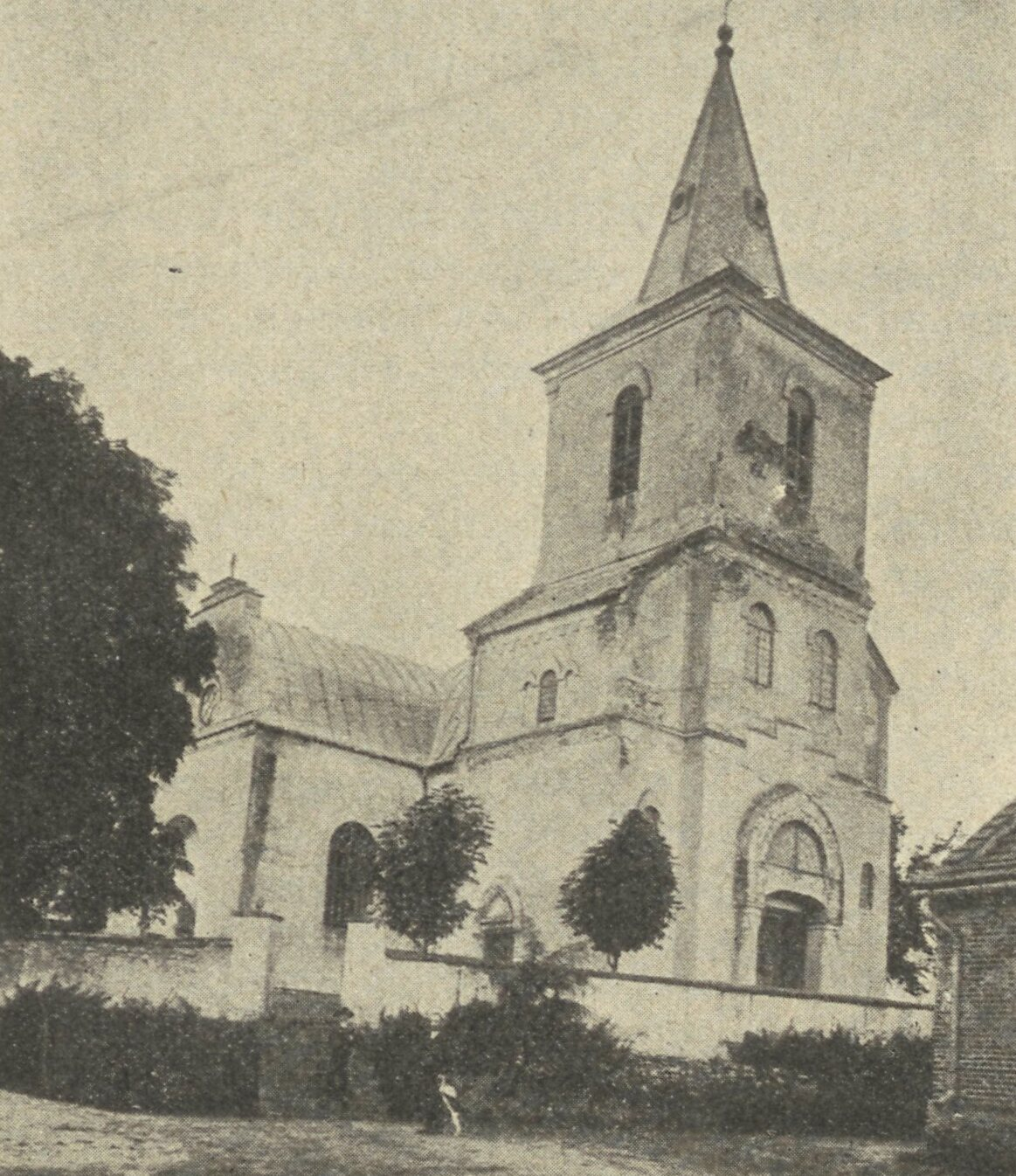
Kościół przed 1915

Według Jana Długosza w 1440 roku istniał w Łoniowie kościół murowany noszący wezwanie św. Mikołaja Biskupa. Budowla jest jednonawowa i została wzniesiona na planie krzyża. Kościół posiada kaplicę Matki Bożej Szkaplerznej wybudowaną przez Łukasza Moszyńskiego, właściciela Łoniowa, w 1759 roku. Znajdująca się naprzeciwko kaplica św. Franciszka Ksawerego została zbudowana pod koniec XVIII wieku przez hrabiego Ignacego Hilarego Moszyńskiego. Ołtarz i obraz św. Franciszka Ksawerego znajdował się wcześniej w kościele Ojców Jezuitów w Sandomierzu. Także z tej samej świątyni pochodzi wielki ołtarz razem z figurami świętych Apostołów Piotra i Pawła. W 1818 roku Ignacy Hilary Moszyński odrestaurował świątynię i zbudował od frontu świątyni wieżę, która podczas urzędowania księdza Józefa Postka w 1886 roku została podwyższona o jedną kondygnację. Wieża pełni funkcję dzwonnicy dla obydwóch dzwonów i sygnaturki. W 1569 roku właściciel Łoniowa Paweł Gniewosz przeszedł na kalwinizm i temu wyznaniu oddał świątynię w Łoniowie. Po dwudziestu latach w 1589 roku Marcin Gniewosz za namową małżonki, Anny z Leszczów, powrócił do wyznania katolickiego i świątynię w Łoniowie oddał ponownie katolikom. W dniu 22 października 1663 roku biskup Tomasz Oborski, sufragan krakowski uroczyście poświęcił świątynię w Łoniowie razem z trzema ołtarzami. Obecnie świątynia posiada pięć ołtarzy drewnianych: wielki z obrazem św. Mikołaja Biskupa Patrona świątyni, na górze znajduje się obraz Matki Bożej Bolesnej, boczny jest poświęcony św. Janowi Nepomucenowi, boczny jest poświęcony św. Józefowi. W kaplicy prawej jest umieszczony obraz Matki Bożej Szkaplerznej, w kaplicy bocznej po lewej stronie jest umieszczony obraz św. Franciszka Ksawerego. Pod chórem są umieszczone stalle z obrazami dwunastu Apostołów, pochodzące z 1754 roku. Na zewnątrz świątyni na ścianie kaplicy św. Franciszka Ksawerego jest umieszczony w niszy pomnik, przedstawiający trumnę, a przy niej kobietę. Jest to pomnik Zofii z Rozmiszewskich hrabiny Moszyńskiej, małżonki Ignacego Hilarego zmarłego w 1812 roku. Obok znajdują się inne płyty, także w świątyni jest umieszczonych kilka płyt nagrobkowych, najstarsza pochodzi z 1672 roku. W 1959 roku dzięki staraniom księdza Stanisława Wrony oraz ofiarom parafian i Polonii Amerykańskiej świątynia została gruntownie wyremontowana i otrzymała nową polichromię. W 1982 roku zostały kupione do świątyni nowe organy. W 1988 roku przeprowadzono konserwację głównego ołtarza razem z obrazami św. Mikołaja i Matki Bożej Bolesnej. W 1992 roku dzięki ofiarom parafian przeprowadzono konserwację obrazu św. Franciszka Ksawerego.